# Team Ninja
Team Ninja és una empresa subsidiària de Tecmo, Ltd., en el qual Tomonobu Itagaki és el líder. Team Ninja va ser creat el 1995 com a estudi de creació de videojocs. Oficialment, l'equip de Itagaki va ser creat per la gent de gran talent a Tecmo, que es coneixien com a "ninjes". L'empresa és coneguda per la saga de videojocs, Dead or Alive.

## Videojocs
- Dead or Alive
- Dead or Alive 2
- Dead or Alive 2: Hardcore
- Dead or Alive 3
- Dead or Alive Ultimate
- Dead or Alive 4
- Dead or Alive 5
- Dead or Alive: Code Chronos
- Dead or Alive Xtreme Beach Volleyball
- Dead or Alive Xtreme 2
- Dead or Alive 6
- Ninja Gaiden
- Ninja Gaiden Black
- Ninja Gaiden Sigma
- Ninja Gaiden Dragon Sword
- Nioh
- Nioh 2
- Stranger of Paradise: Final Fantasy Origin
- Wo Long: Fallen Dinasty
- Rise Of The Ronnin
- Pròxim videojoc: Nioh 3